# Brad Anderson

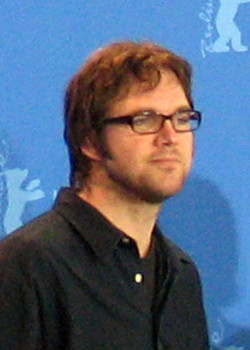
Brad Anderson auf der Berlinale 2008

Brad Anderson (* 1964 in Madison, Connecticut) ist ein amerikanischer Filmregisseur und Drehbuchautor.

## Leben
Brad Anderson studierte Filmgeschichte am Bowdoin College und Filmproduktion in London. The Darien Gap, Brad Andersons erster Film, wurde auf dem Sundance Film Festival 1996 uraufgeführt. Bereits ein Jahr später wurde Anderson vom Branchenblatt Variety als einer der „Ten Leading New Independent Directors to Watch“ bezeichnet.
Sein zweiter Film Next Stop Wonderland, mit Hope Davis und Philip Seymour Hoffman, wurde ebenfalls auf dem Sundance Film Festival aufgeführt. Von mehreren Verleihern, die sich für die Produktion interessierten, konnte Miramax das Bieten für sich entscheiden. Mit diesem Film gewann er den Grand Prix und den Publikumspreis auf dem Festival des amerikanischen Films in Deauville sowie den Excellence in Filmmaking Award des National Board of Review.
2001 durfte er die ungewöhnliche Erfahrung machen, fast gleichzeitige Kinostarts für zwei seiner Filme zu erleben und für beide Filme überwältigendes Kritikerlob zu bekommen: die romantische Komödie Happy Accidents, mit Marisa Tomei und Vincent D’Onofrio, und den Psychothriller Session 9, mit David Caruso, Josh Lucas und Peter Mullan.
Im Jahr 2003 drehte Anderson in Spanien den Film The Machinist mit Christian Bale und Jennifer Jason Leigh. 2006 wurde auch dieser Film auf dem Sundance Film Festival uraufgeführt. Seine Europapremiere feierte der Film auf der Berlinale. Er gewann den Silbernen Méliès der European Fantastic Film Festival Federation.
Sein Thriller Transsiberian, dessen Drehbuch er zusammen mit Will Conroy geschrieben hat, feierte 2008 seine Weltpremiere auf dem Sundance Film Festival und seine Europapremiere auf der Berlinale. Gedreht wurde in Litauen, Spanien und der Volksrepublik China mit Woody Harrelson, Emily Mortimer, Kate Mara, Eduardo Noriega, Thomas Kretschmann und Ben Kingsley.
Außer an seinen Kinofilmen arbeitet er auch für das Fernsehen. Unter anderem drehte er Episoden von Homicide, The Wire, The Shield – Gesetz der Gewalt, Surface – Unheimliche Tiefe und Fringe – Grenzfälle des FBI sowie den einstündigen Film Sounds Like für die Serie Masters of Horror beim Fernsehsender Showtime.
Als nächste Projekte plant er unter anderem einen Thriller unter den Arbeitstitel Lucid und das Filmmusical Non Stop to Brazil. 2012 drehte er als Regisseur den Pilotfilm der NBC-Mysteryserie Midnight Sun. Weitere Arbeiten für Film und Fernsehen gleichermaßen folgten. Sein Schaffen als Regisseur umfasst mehr als 45 Produktionen.

## Filmografie (Auswahl)

### Regisseur
- 1992: Wake Up! On the Road with a Zen Master (Dokumentarfilm)
- 1995: Frankenstein’s Planet of Monsters!
- 1996: The Darien Gap
- 1998: Next Stop Wonderland
- 1999: Homicide (Homicide: Life on the Street, Fernsehserie, Episode 7x11)
- 2000: Happy Accidents
- 2001: Session 9
- 2002, 2006: The Wire (Fernsehserie, 2 Episoden)
- 2003: The Shield – Gesetz der Gewalt (The Shield, Fernsehserie, Episode 2x11)
- 2004: Der Maschinist (The Machinist)
- 2006: Surface – Unheimliche Tiefe (Surface, Fernsehserie, Episode 1x13)
- 2006: Masters of Horror (Fernsehserie, Episode 2x04)
- 2008: Transsiberian
- 2008: Fear Itself (Fernsehserie, Episode 1x02)
- 2008–2011: Fringe – Grenzfälle des FBI (Fringe, Fernsehserie, 12 Episoden)
- 2010: Die Herrschaft der Schatten (Vanishing on 7th Street)
- 2010: Rubicon (Fernsehserie, Episode 1x11)
- 2010: Undercovers (Fernsehserie, Episode 1x07)
- 2010–2011: Treme (Fernsehserie, 2 Episoden)
- 2010–2011: Boardwalk Empire (Fernsehserie, 2 Episoden)
- 2011–2012: The Killing (Fernsehserie, 2 Episoden)
- 2012: Person of Interest (Fernsehserie, Episode 1x12)
- 2012: Alcatraz (Fernsehserie, Episode 1x04)
- 2013: The Call – Leg nicht auf! (The Call)
- 2013: Almost Human (Fernsehserie, Episode 1x01)
- 2014: Stonehearst Asylum – Diese Mauern wirst du nie verlassen (Stonehearst Asylum)
- 2014–2015: Forever (Fernsehserie, 3 Episoden)
- 2015: Zoo (Fernsehserie, Episode 1x01)
- 2015: Hand of God (Fernsehserie, Episode 1x10)
- 2015: The Man in the High Castle (Fernsehserie, Episode 1x07)
- 2016: Frequency (Fernsehserie, Episode 1x01)
- 2017: The Brave (Fernsehserie, Episode 1x01)
- 2017–2018: The Sinner (Fernsehserie, 2 Episoden)
- 2018: Beirut
- 2018: Titans (Fernsehserie, 2 Episoden)
- 2019: Fractured
- 2019: Treadstone (Fernsehserie, 2 Episoden)
- 2020: Lincoln Rhyme: Der Knochenjäger (Lincoln Rhyme: Hunt for the Bone Collector, Fernsehserie, Episode 1x07)
- 2021: Debris (Fernsehserie, 2 Episoden)
- 2021: Clickbait (Miniserie, 2 Episoden)
- 2022: Peacemaker (Fernsehserie, Episode 1x07)
- 2022: Devil in Ohio (Miniserie, 2 Episoden)
- 2022: Blood
- 2023: Infiltration (Invasion, Fernsehserie, 3 Episoden)
- 2024: The Silent Hour

### Drehbuchautor
- 1996: The Darien Gap
- 1998: Next Stop Wonderland
- 2000: Happy Accidents
- 2001: Session 9
- 2006: Masters of Horror (Fernsehserie, Episode 2x04)
- 2008: Transsiberian